# Seutitjaure
Seutitjaure är en sjö i Kiruna kommun i Lappland och ingår i Torneälvens huvudavrinningsområde. Sjön har en area på 0,326 kvadratkilometer och ligger 961,3 meter över havet. Sjön avvattnas av vattendraget Seutitjåkka.

## Delavrinningsområde
Seutitjaure ingår i det delavrinningsområde (756405-164170) som SMHI kallar för Mynnar i Rautasjaure. Medelhöjden är 1 054 meter över havet och ytan är 22,68 kvadratkilometer. Det finns inga avrinningsområden uppströms utan avrinningsområdet är högsta punkten. Seutitjåkka som avvattnar avrinningsområdet har biflödesordning 3, vilket innebär att vattnet flödar genom totalt 3 vattendrag innan det når havet efter 462 kilometer. Avrinningsområdet består mestadels av kalfjäll (95 procent). Avrinningsområdet har 0,36 kvadratkilometer vattenytor vilket ger det en sjöprocent på 1,6 procent.